# Adoxomyia dahlii
Adoxomyia dahlii är en tvåvingeart som först beskrevs av Johann Wilhelm Meigen 1830.  Adoxomyia dahlii ingår i släktet Adoxomyia och familjen vapenflugor. Inga underarter finns listade i Catalogue of Life.